# Sielsowiet kazaczełokniański
Sielsowiet kazaczełokniański (ros. Казачелокнянский сельсовет) – jednostka administracyjna (osiedle wiejskie) wchodząca w skład rejonu sudżańskiego w оbwodzie kurskim w Rosji.
Centrum administracyjnym sielsowietu jest wieś (ros. село, trb. sieło) Kazaczja Łoknia.

## Geografia
Powierzchnia sielsowietu wynosi 51,01 km².

## Historia
Status i granice sielsowietu zostały określone ustawami z 2004 i z 2010 roku.

## Demografia
W 2017 roku sielsowiet zamieszkiwało 798 osób.

## Miejscowości
W skład sielsowietu wchodzą miejscowości: Kazaczja Łoknia, Jużnyj, 2-oj Kniażyj, Bogdanowka, Kubatkin, Zazulewka.